# Andrea und Antonio Frazzi
Andrea und Antonio Frazzi (* 1944 in Florenz; Andrea † 5. Mai 2006 ebenda) sind italienische Zwillingsbrüder, die als Theater-, Fernseh- und Filmregisseure tätig waren.

## Leben
Andrea und Antonio Frazzi waren auch beruflich zeit ihres Lebens verbunden; sie inszenierten zunächst ab 1972 Opern und Theaterstücke und arbeiteten ab 1975 auch für die RAI (ihr Langfilmdebüt war Diario di un uomo di cinquant'anni), wobei sie zahlreiche Erfolge erzielten. Im Jahr 2000 inszenierten sie, wie auch 2004, für die große Leinwand.

## Filmografie (Auswahl)

### Fernsehen
- 1979: Diario di un uomo di cinquant'anno
- 1995: Herzen im Sturm (La storia di Chiara)
- 1996: Verbrechen im OP (Avvocato delle donne)
- 1996: Das Gesetz des Herzens (Avvocato delle donne II)
- 1996: Eine Frau in Angst (Avvocato delle donne III)
- 1996: Es geschah am hellichten Tag (Avvocato delle donne IV)
- 1996: Mord aus Leidenschaft (Avvocato delle donne V)
- 1996: Freispruch für die Liebe (Avvocato delle donne VI)
- 1996: Mein Sohn ist kein Mörder! (Dopo la tempestà)
- 1997: Unser kleiner Engel (Il nostro piccolo angelo)

### Film
- 2000: Il cielo cade
- 2004: Certi bambini